# Port lotniczy Akdżawadżat
Port lotniczy Akdżawadżat (IATA: AJJ, ICAO: GQNJ) – port lotniczy położony w Akdżawadżacie, w Mauretanii.